# Quartier im Sindelfinger Wald
Das Quartier im Sindelfinger Wald ist ein gemischtes Quartier, das auf dem Sindelfinger Krankenhausareal entstehen soll. Es ist ein Projekt der Internationalen Bauausstellung 2027 StadtRegion Stuttgart.

## Lage und Bedeutung
Das Krankenhausareal liegt am Stadtrand von Sindelfingen im Waldsaum, der Übergangszone zwischen Wald und Bebauung, auf einem Hügel über der Stadt. Als Rodungsinsel im Wald wird das Gelände von Wald umschlossen. Außerdem ist das Gelände eher schlecht an den öffentlichen Verkehr angeschlossen. Der Klinikkomplex umfasst das Klinikum selbst mit zwei Bettengebäuden, OP- und Sanitätsgebäuden und Verwaltungsgebäuden, sowie Parkhäuser, Gebäude für eine Krankenpflegeschule und für Schwesternwohnungen.
Die vorhandenen Gebäude sollen nicht abgerissen, sondern einer neuen Nutzung zugeführt werden. Geplant ist ein neues Stadtquartier, das Wohnen, Arbeiten, Bildung und Freizeit vereint und möglichst klimaneutral sein soll. Damit ist das Projekt ein Vorzeigeprojekt für nachhaltige Stadtentwicklung und wurde deshalb als IBA'27 Projekt akzeptiert.

## Geschichte
Oberhalb von Sindelfingen wurde in den 1960er Jahren das Krankenhaus für Sindelfingen erbaut. Da eine Anpassung der Krankenhausgebäude an derzeitige Standards nicht mehr rentabel ist, wird der Krankenhausbetrieb gemeinsam mit dem Krankenhaus Böblingen 2025 in die neu errichtete Flugfeldklinik Sindelfingen-Böblingen umziehen. Die 70.000 m² der Klinikgebäude und der angeschlossenen Wohnheime sollen energetisch saniert und umgebaut werden.

## Schritte des Projekts
2019 fand ein Bürgerdialog statt, der darin mündete, dass das Vorhaben als IBA'27 Projekt aufgenommen wurde.

### Machbarkeitsstudie
Im Jahr 2021 wurde von Steidle Architekten, realgrün Landschaftsarchitekten und Fichtner, Walter & Transportation eine Machbarkeitsstudie erstellt. Diese zeigt auf, dass das Gelände ein gemischtes Gebiet für Wohnen und Arbeiten werden soll. Es könnten nach Fertigstellung bis zu 3000 Menschen in dem neuen Stadtteil leben. Die Studie fokussiert auf folgenden Punkten:
- Die vorhandenen Gebäude sollen erhalten und umgebaut werden. Durch Anbauten, Aufstockungen und Erweiterungen können diese wiederverwendet werden. Neubauten sind nach heutigen Baurecht so nah am Wald nicht mehr möglich.
- Eine gute Anbindung an den öffentlichen Nahverkehr der Stadt ist notwendig.
- Der Stadtteil sollte möglichst autofrei sein. Daher wäre es wünschenswert, wenn am Rand des Stadtteils eine Quartiersgarage entstehen würde.

### Städtebaulicher Wettbewerb
2013 wurde ein Realisierungswettbewerb ausgerufen, der als die Entwicklung eines realisierbaren Bebauungs- und Freiraumskonzept unter Einbeziehung des vorhandenen Bestandes aufzeigen soll. Dieser erfolgte ihn zwei Stufen: Stufe eins war ein internationaler Ideenwettbewerb und Stufe 2 ein nicht offener Realisierungswettbewerb. Die Unterlagen waren im September 2023 abzugeben, der Realisierungswettbewerb startete im Mai 2023 und wurde im Oktober 2024 mit der Sitzung des Preisgerichts abgeschlossen.
Für die Realisierungsvorschläge wurden 13 Beiträge eingereicht. Platz 1 erlangte der Entwurf „Quartier mit Weitblick“ vom Studio Wessendorf zusammen mit dem Büro Grieger Harzer Dvorak Landschaftsarchitekten. Diese Entwürfe wurden im November 2024 in einem Shopping-Center der Bevölkerung vorgestellt.

### Nächste Schritte
Der prämierte Entwurf wird dem Gemeinderat zur Beschlussfassung vorgelegt, um die Basis für den städtebaulichen Rahmenplan zu legen. Der Baubeginn ist nach dem Auszug der Klinik 2025 geplant.

Klinikum Sindelfingen
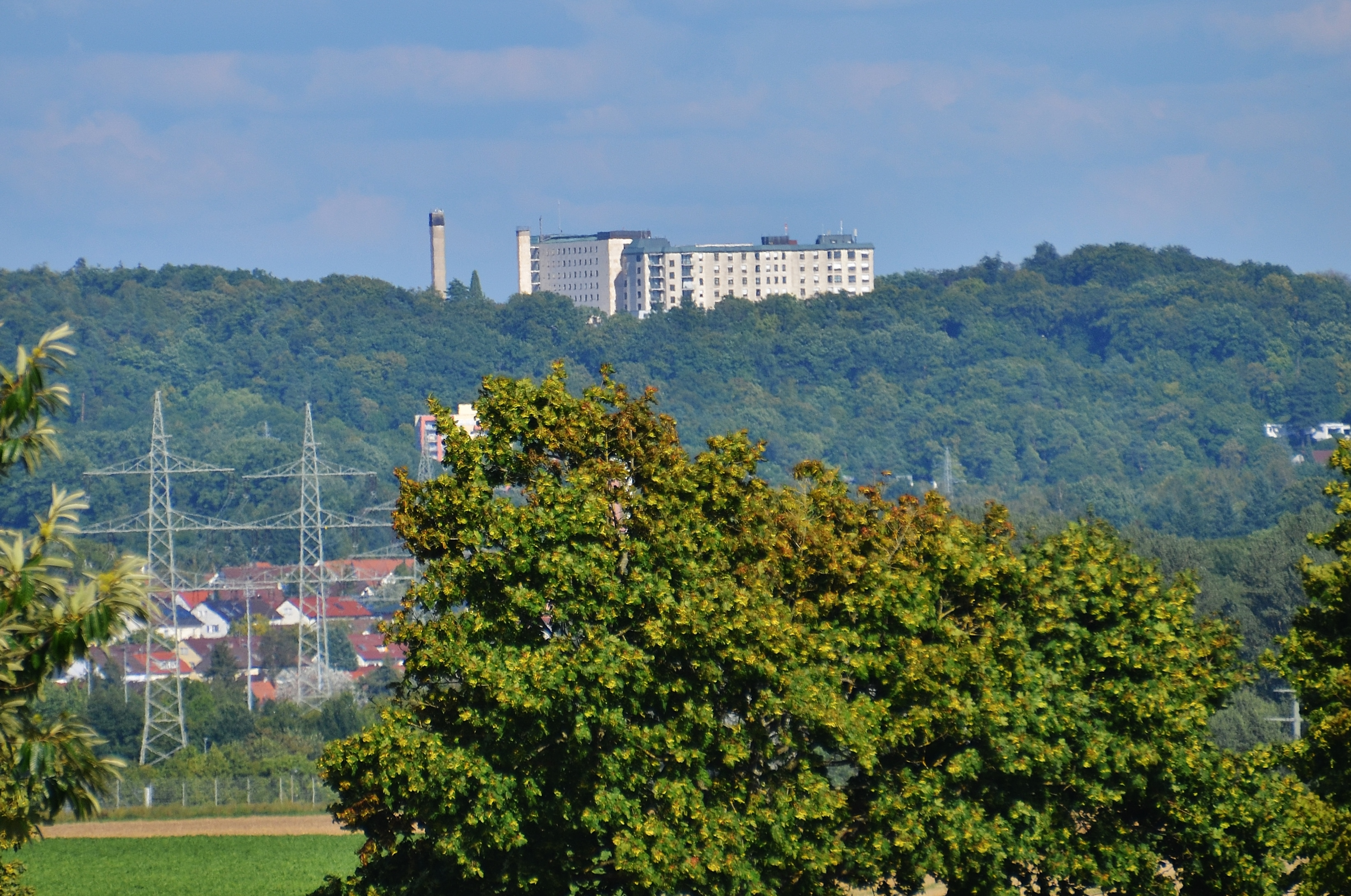
Das Areal auf einer Bergkuppe über Sindelfingen
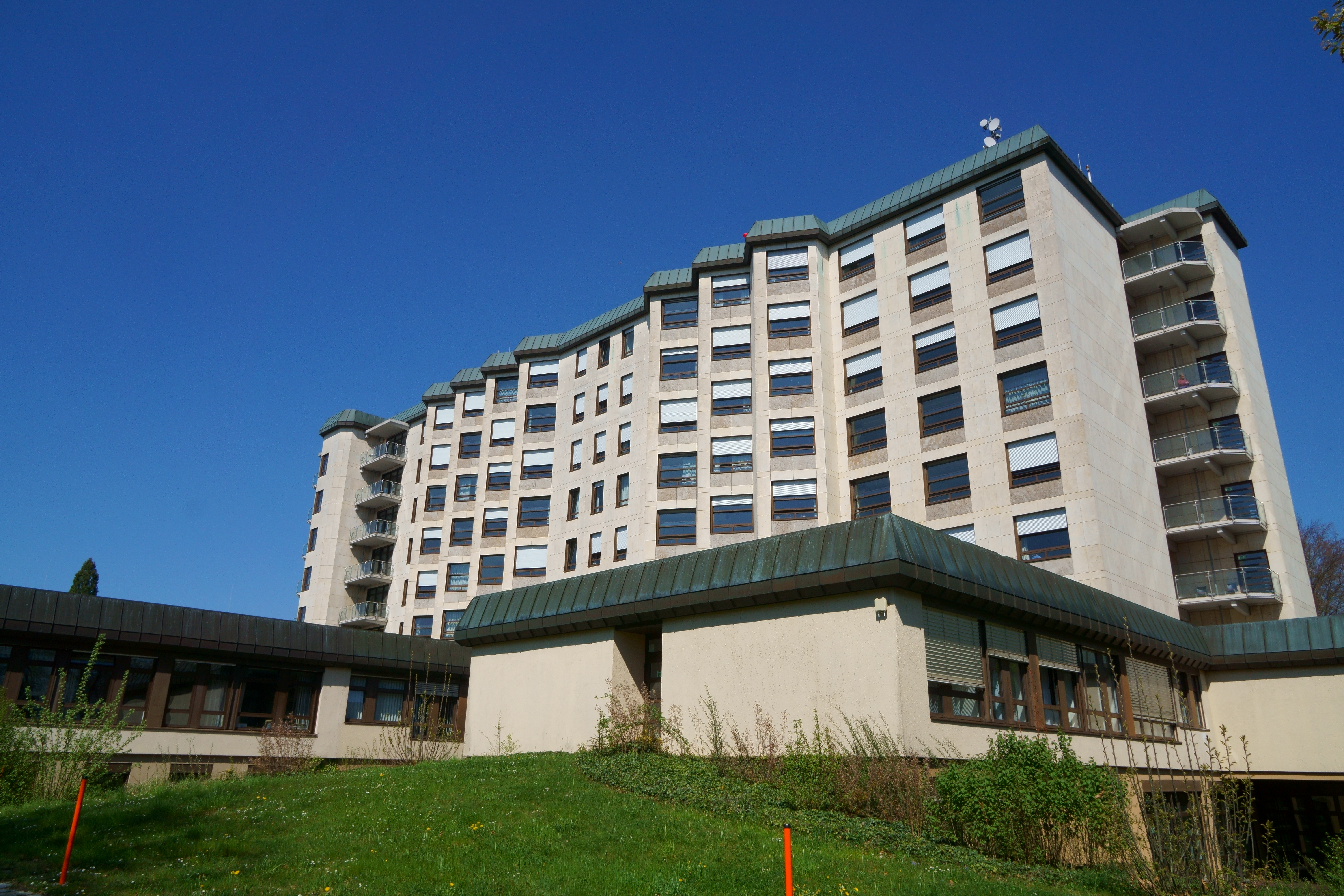
Das zentrale Bettenhaus
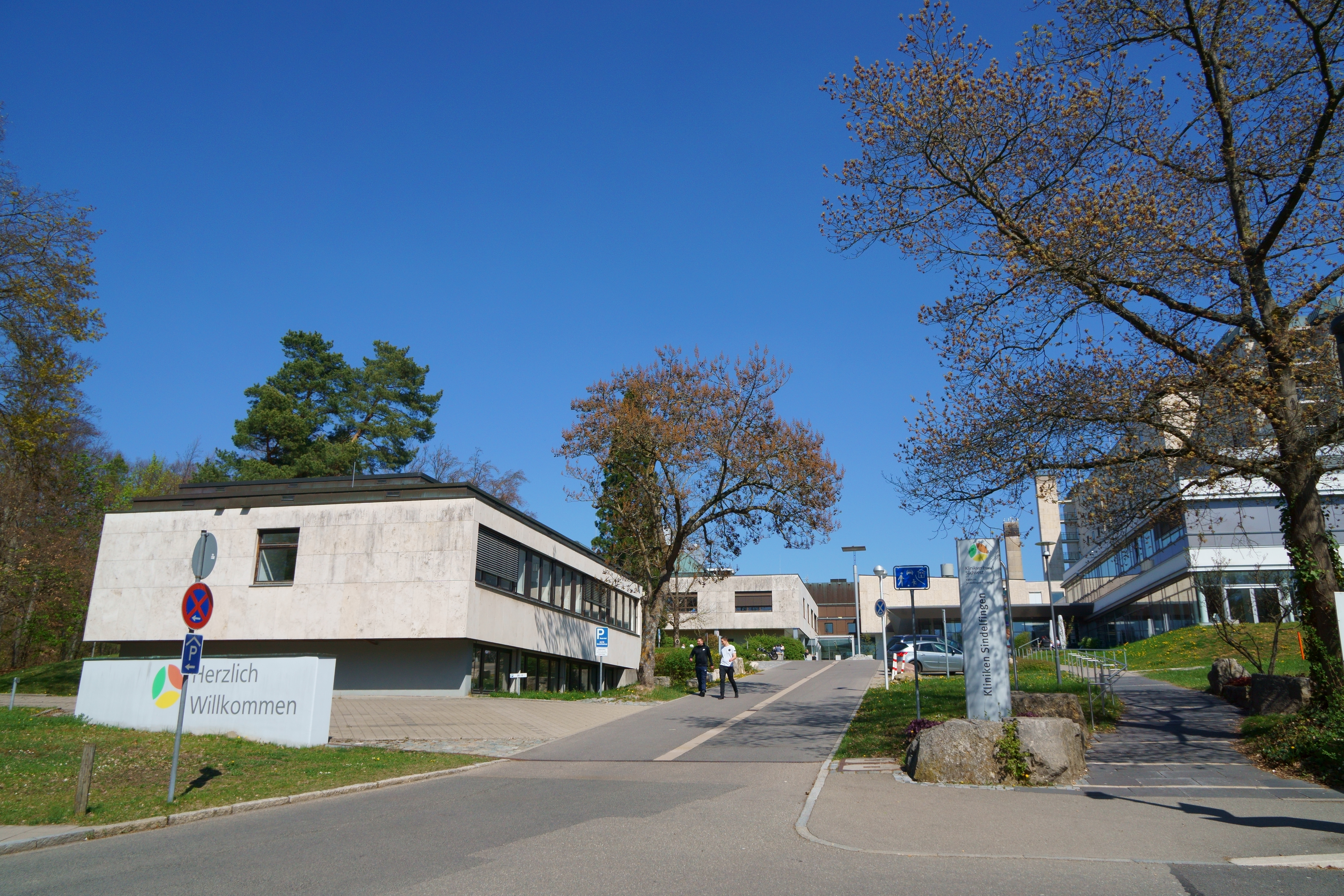
Eingangsbereich rechts und Verwaltung links
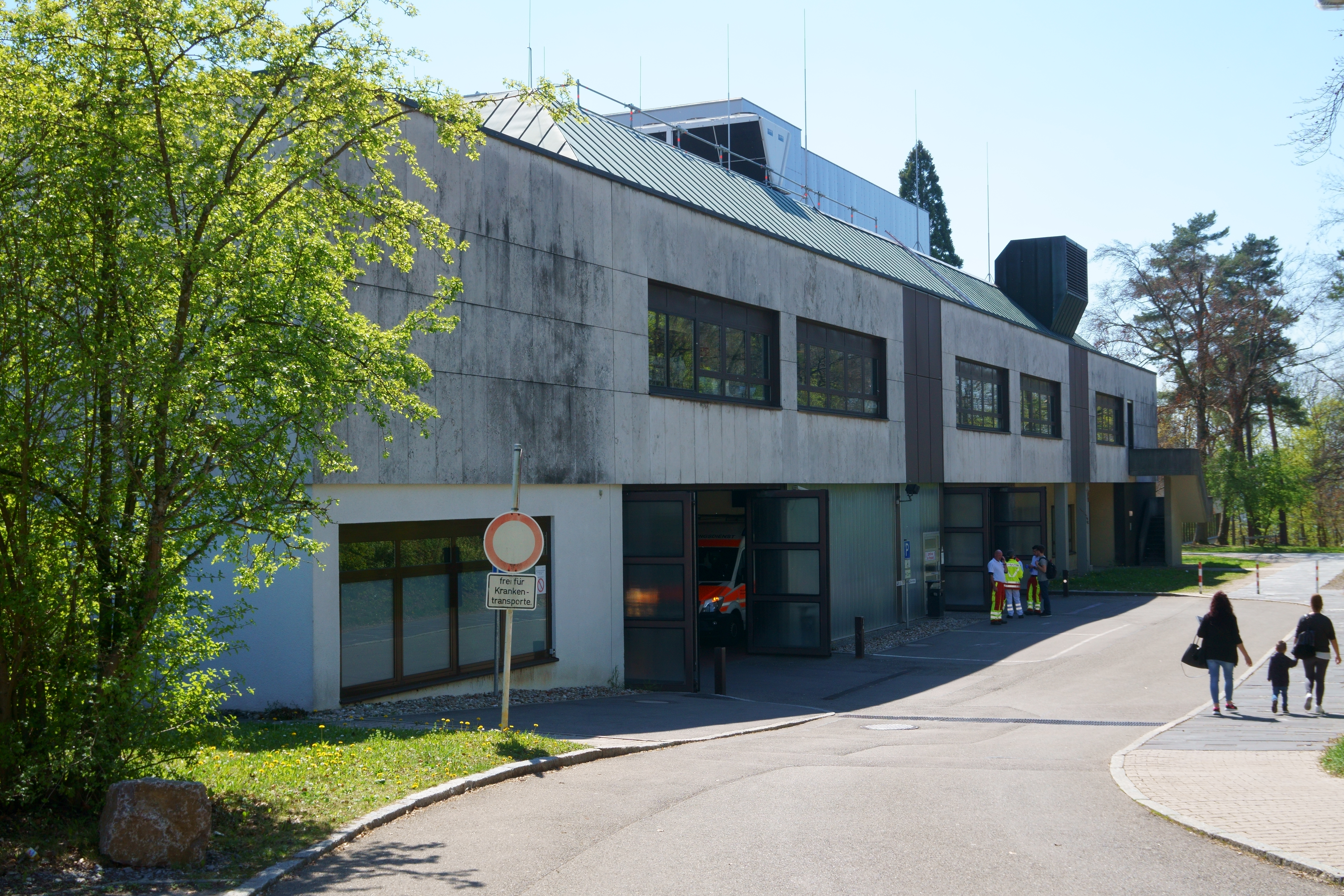
Notfallbereich mit Anfahrt für Rettungswagen